# Station Dortmund-Barop
Station Dortmund-Barop (Duits: Bahnhof Dortmund-Barop) is een S-Bahnstation in in het stadsdeel Barop van de Duitse stad Dortmund. Het station ligt aan de spoorlijn Hagen – Dortmund.

## Treinverbindingen
| Serie | Treinsoort            | Route                                                                                      | Bijzonderheden |
| ----- | --------------------- | ------------------------------------------------------------------------------------------ | -------------- |
| S 5   | S-Bahn (DB Regio NRW) | Dortmund Hbf – Dortmund-Barop – Witten-Annen Nord – Witten Hbf – Wetter (Ruhr) – Hagen Hbf |                |